# Bitwa pod Mons Badonicus
Bitwa pod Mons Badonicus (zwana też bitwą pod Badon Hill) – starcie zbrojne, które miało miejsce około 490–517 roku pomiędzy celtyckimi Romano-Brytami a Anglosasami i zakończyło się zwycięstwem Brytów. Pomimo że starcie było jednym z ważniejszych wydarzeń militarnych i politycznych na przełomie V i VI wieku, nie ma dzisiaj jednomyślności co do miejsca i czasu zdarzenia, a także dowódców obu stron.

## Opis bitwy
W opisie „De Excidio Britonum” spisanym przez Gildasa czytamy, że bitwa wydarzyła się w roku jego narodzin. Autor nie podaje jednak ani imion dowódców, ani też żadnych informacji na temat miejsca bitwy.
Za miejsce stoczenia bitwy podaje się m.in. Bath, miasto znane przez Sasów jako Badon. Lokalizacja ta bazuje jednakże tylko na przypuszczeniach i nie jest poparta żadnymi historycznymi źródłami. Należy dodać, że okres historii Brytanii pomiędzy latami 410–600 jest bardzo słabo udokumentowany co stwarza historykom dodatkowe kłopoty. Większość z nich lokalizuje miejsce bitwy na granicy pomiędzy terytoriami Brytów (rzymsko-celtyckich) a ziemiami zajętymi przez Anglosasów w wyniku podbojów. Według Annales Cambriae do „drugiej” bitwy pod Mons Badonicus miało dojść w roku 665, nie ma jednak żadnej pewności, które z Królestw uczestniczyły w wymienionym konflikcie.
Kwestia sporną pozostają główne postacie występujące w bitwie. Historia Brittonum na czele wojsk Romano-Brytów stawia króla Artura (Artoriusa). Według późniejszych prac naukowych Brytami dowodzić miał Ambrozjusz Aurelian, który pełnił ważną rolę podczas walk obronnych przeciwko Anglosasom. Na czele Sasów stać miał król Ælle.
W pochodzącym z roku 546 lub 547 poemacie autorstwa Taliesina można przeczytać o: „Bitwie pod Badon z Arturem – najważniejszym dowódcą (chief giver of feasts), bitwie którą wspominają wszyscy wojownicy”.
Trudno jest ustalić dokładną datę starcia. Gildas podaje: ad annum obsessionis Badonici montis… quique quadragesimus quartus ut novi orditur annus mense iam uno emenso qui et meae nativitatis est (bitwa pod Badon stoczona przed 44 laty i jednym miesiącem [tu sporna interpretacja] w dniu moich urodzin…). Jako że Gildas Mędrzec napisał to w roku 547, datą bitwy jest zatem 503 rok lub nieco wcześniej. Inną interpretację zastosował Beda Czcigodny, który twierdzi, że bitwa miała miejsce 44 lata po najeździe Anglosasów na Brytanię. Anglosasi pojawili się w Brytanii w roku 449, zatem bitwa mogła mieć miejsce w roku 493. Spisane później Annales Cambriae podają datę 516 r. akceptowaną przez nielicznych uczonych.
O bitwie pod Mons Badonicus Kronika anglosaska nie wspomina. Dokumentuje natomiast 70-letnią lukę czasową pomiędzy dwoma najważniejszymi przywódcami anglosaskimi: Ælle z Susseksu oraz Ceawlinem z Wesseksu (V i VI stulecie). Późnoantyczny historyk Prokopiusz z Cezarei podaje, że pewna część Brytów i Anglosasów opuściła Brytanię. Wykopaliska archeologiczne dowiodły, że po roku 500 Anglosasi przekroczyli granice ziem zamieszkałych przez Brytów. W wyniku inwazji Anglosasi zajęli hrabstwa Kent, Sussex, Norfolk i Suffolk. Zagrożeni Brytowie zmuszeni byli do utworzenia większych garnizonów wojskowych w Londynie oraz Verulamium, co spowodowało wbicie „klina” w ziemie anglosaskie.
Bitwa pod Mons Badonicus miała swoje konsekwencje. W roku 571 Cuthwulf pobił Anglosasów pod Bedcanford, zajmując miasta Limbury, Aylesbury, Benson i Eynsham. Tym samym podział ziem anglosaskich stał się faktem i doprowadził do ugody pomiędzy obiema stronami.